# Annenfleet

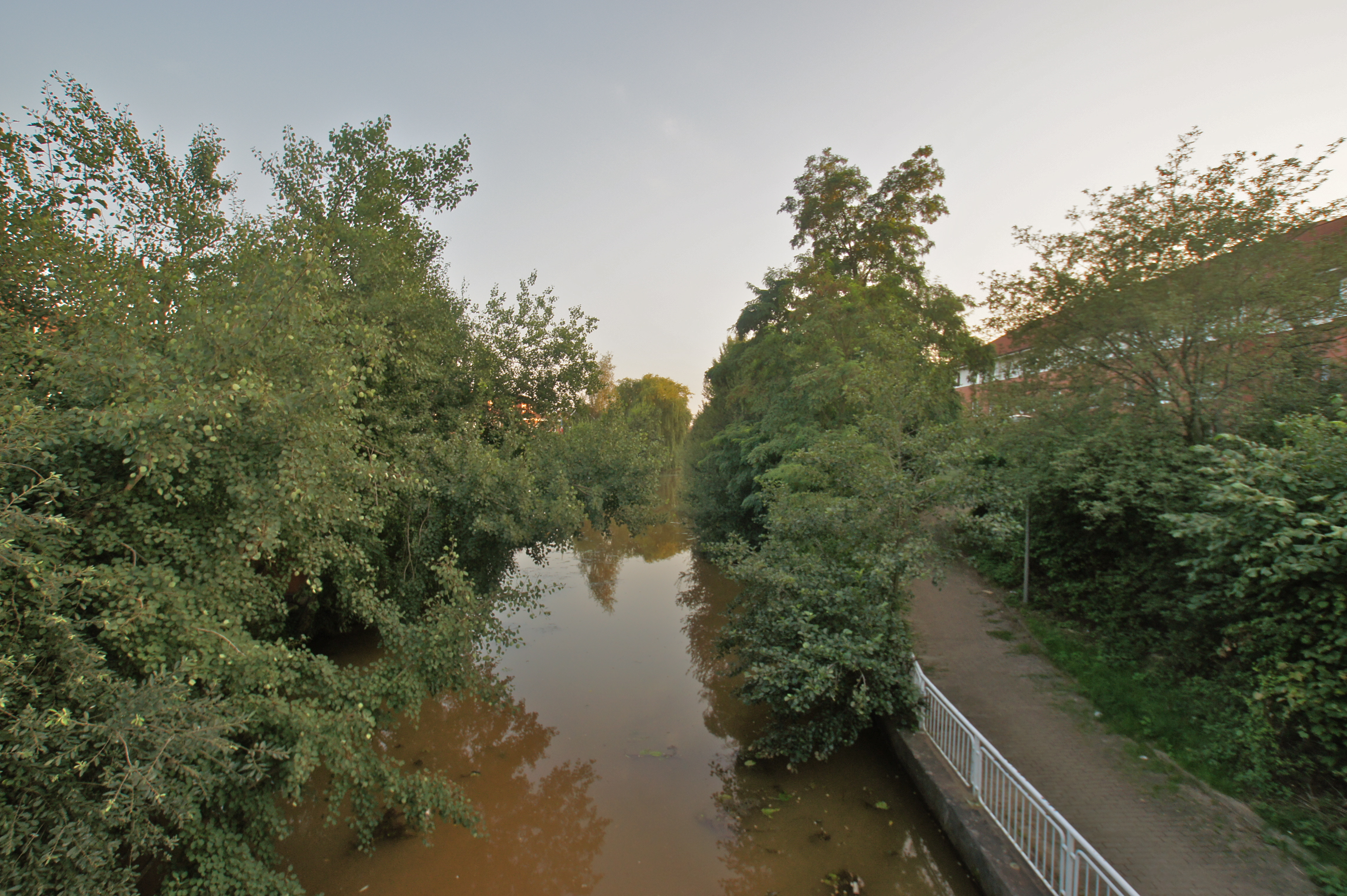
El canal en direcció sud

L'Annenfleet és un canal que connecta el Dove Elbe amb la xarxa de canals de desguàs del barri de Neuallermöhe a l'estat d'Hamburg. Al contrari dels weterings del Marschlande a la plana al·luvial de la confluència de l'Elba i del Bille, que daten del segle xiii, els canals d'Allermöhe daten del segle XX quan va alçar-se el terra per a construir un barri nou.
Des del Dove Elba aporta l'aigua que serveix per a refrescar els canals de Neuallermöhe, per un sistema automatitzat de 16 recloses de desguàs. No es pas navegable, tret per a canoes i altres petites embarcacions esportives.

## Efluents
- Allermöher Sammelgraben
- Allermöher Randfleet
- Fährbuernfleet
- Allermöher Bahnfleet